# Łotwa na Letnich Igrzyskach Paraolimpijskich 1996
Łotwę na Letnich Igrzyskach Paraolimpijskich 1996 w Atlancie reprezentowało pięcioro sportowców – czterech mężczyzn i jedna kobieta. Był to drugi występ reprezentacji Łotwy na letnich igrzyskach paraolimpijskich (po starcie w 1992 roku). 
Reprezentanci Łotwy nie zdobyli żadnego medalu. Najwyższe miejsca zajmował Armands Ližbovskis, który był czwarty w skoku w dal F12 i w trójskoku F12.

## Wyniki

### Lekkoatletyka

#### Mężczyźni
Konkurencje biegowe
| Zawodnik           | Konkurencja                | Eliminacje | Eliminacje | Finał    | Finał   | Źródło |
| Zawodnik           | Konkurencja                | Rezultat   | Miejsce    | Rezultat | Miejsce | Źródło |
| ------------------ | -------------------------- | ---------- | ---------- | -------- | ------- | ------ |
| Jānis Janovskis    | bieg na 100 metrów T45-T46 | 12,25      | 5          | NQ       | NQ      | [ 2 ]  |
| Jānis Janovskis    | bieg na 400 metrów T42-T46 | 54,67      | 6          | NQ       | NQ      | [ 3 ]  |
| Armands Ližbovskis | bieg na 100 metrów T12     | 11,74      | 4          | NQ       | NQ      | [ 4 ]  |
| Armands Ližbovskis | bieg na 200 metrów T12     | 24,23      | 5          | NQ       | NQ      | [ 5 ]  |

Konkurencje techniczne
| Zawodnik           | Konkurencja        | Finał     | Finał   | Źródło |
| Zawodnik           | Konkurencja        | Rezultat  | Miejsce | Źródło |
| ------------------ | ------------------ | --------- | ------- | ------ |
| Ivars Graudiņš     | rzut oszczepem F10 | 28,98 m   | 6       | [ 6 ]  |
| Ivars Graudiņš     | skok w dal F10     | 4,67 m    | 7       | [ 7 ]  |
| Ivars Graudiņš     | pięciobój P10      | 1309 pkt. | 6       | [ 8 ]  |
| Armands Ližbovskis | skok w dal F12     | 6,52 m    | 4       | [ 9 ]  |
| Armands Ližbovskis | trójskok F12       | 12,09 m   | 4       | [ 10 ] |
| Aldis Šūpulnieks   | rzut dyskiem F42   | 30,90 m   | 8       | [ 11 ] |
| Aldis Šūpulnieks   | pchnięcie kulą F42 | 9,37 m    | 9       | [ 12 ] |

#### Kobiety
Konkurencje biegowe
| Zawodniczka      | Konkurencja                | Eliminacje | Eliminacje | Finał    | Finał   | Źródło |
| Zawodniczka      | Konkurencja                | Rezultat   | Miejsce    | Rezultat | Miejsce | Źródło |
| ---------------- | -------------------------- | ---------- | ---------- | -------- | ------- | ------ |
| Sanita Lietniece | bieg na 100 metrów T34-T35 | —          | —          | 17,07    | 5       | [ 13 ] |

Konkurencje technicze
| Zawodniczka      | Konkurencja          | Finał    | Finał   | Źródło |
| Zawodniczka      | Konkurencja          | Rezultat | Miejsce | Źródło |
| ---------------- | -------------------- | -------- | ------- | ------ |
| Sanita Lietniece | rzut dyskiem F34-F35 | 15,04 m  | 5       | [ 14 ] |